# Ghiacciaio Wiggins
Il ghiacciaio Wiggins (in inglese Wiggins Glacier) (65°14′S 64°03′W) è un ghiacciaio lungo circa 18 km situato sulla costa di Graham, nella parte occidentale della Terra di Graham, in Antartide. Il ghiacciaio, il cui punto più alto si trova 539 m s.l.m., è situato in particolare sulla penisola Kiev e fluisce dall'altopiano di Bruce fino ad arrivare alla costa, appena a sud della dorsale di Blanchard.

## Storia
Il ghiacciaio Wiggins è stato avvistato e mappato per la prima volta durante la seconda spedizione antartica francese al comando di Jean-Baptiste Charcot, 1908-1910, che lo battezzò Glacier du Milieu (letteralmente: "Ghiacciaio di mezzo"). Volendo però dargli un nome che meglio lo distinguesse, il ghiacciaio fu ribattezzato con il suo attuale e nome dal Comitato consultivo dei nomi antartici in onore di W.D.C. Wiggins, allora membro del direttorato dei rilevamenti d'oltremare.